# Ауньяменди
Ауньяменди (исп. Auñamendi, баск. Auñamendiko) — район (комарка) в Испании, входит в провинцию Наварра. Относится к региону Меридад-де-Сангуэса.

## Положение
Расположен в северной части Наварры, площадь составляет 732,2 км², граничит на севере с Францией, на востоке с районом Ронкаль-Саласар, на юге с Лумбьер,  Аойс и Куэнка-де-Памплона, на западе с Ульцамальдеа.

## Топоним
В баскском языке Ауньяменди используется для обозначения пика Ани на юге Франции (священная гора в баскской мифологии), а также в целом для Пиренеев. Следует отметить, что на границе комарки Ауньяменди также есть гора с аналогичным названием.

## Географическое и административное деление

### Долины
Географически Ауньяменди состоит из шести долин, перечисленных ниже, с входящими в них муниципалитетами.
Долина Эстерибар: Эстерибар.
Долина Эрро: Бургете, Эрро и Ронсесвальес.
Валькарлос: Валькарлос. Этот муниципалитет расположен на северном склоне Пиренеев.
Долина Арсе: Арсе.
Ороc-Бетелу: Орос-Бетелу.
Валье-де-Аэскоа: Абаурреа-Альта, Абаурреа-Баха, Ариа, Ариве, Гарайоа, Гарральда, Орбайсета , Орбара и Вильянуэва-де-Аэскоа.

### Муниципалитеты
Включает 16 муниципалитетов, располагающихся в долинах западных и центральных Пиренеев. Большая часть региона является баскоязычной, только 2 муниципалитета (Арсе и Орос-Бетелу) принадлежат к смешанной языковой зоне: 
1. Абаурреа-Альта
2. Абаурреа-Баха
3. Ариа
4. Ариве
5. Арсе
6. Бургете
7. Валькарлос
8. Вильянуэва-де-Аэскоа
9. Гарайоа
10. Гарральда
11. Орбайсета
12. Орбара
13. Орос-Бетелу
14. Ронсесвальес
15. Эрро
16. Эстерибар